# Stadio Víctor Manuel Reyna
Lo stadio Víctor Manuel Reyna (in spagnolo Estadio Víctor Manuel Reyna), è un impianto calcistico messicano situato a Tuxtla Gutiérrez, nello stato di Chiapas. Inaugurato nel 1984, è noto per aver ospitato gli incontri casalinghi del Chiapas dal 2012 al 2017. È intitolato a Víctor Manuel Reyna (1910-1973), professore di educazione fisica a Tuxtla Gutiérrez, noro per avere creato i primi campionati statali negli anni '50.

## Storia
Lo stadio fu costruito nel 1982 con la capienza iniziale di 6000 spettatori, e solo vent'anni dopo fu ristrutturato arrivando a 27500 posti in modo da rispettare i criteri minimi per ospitare incontri della prima divisione messicana. La partita di inaugurazione fu giocata nel 1984 fra l'América ed il Chiapas.
Viene talvolta utilizzato per ospitare gli incontri casalinghi della Nazionale Messicana.